# Кашмир (Квинсленд)
Кашмир (англ. Cashmere) — пригород в регионе Мортон-Бей, штат Квинсленд (Австралия). По данным переписи 2016 года население Кашмира составляло 4920 человек.

## География
Кашмир находится на северо-западной окраине агломерации Брисбен. Кашмир находится у подножия хребта Д'Агилар, окружённого густым лесом. Кашмир ограничен с севера озером Самсонвейл и расположен к западу от пригорода Уорнер.

## История
Название пригорода происходит от имени раннего владельца недвижимости по имени Джеймс Кэш.
По переписи 2011 года население Кашмира составляло 4651 человек.
По переписи 2016 года население Кашмира составляло 4920 человек.

## Демографическая ситуация
По данным переписи 2011 года, в Кашмире проживало 4651 человек — 49,7 % женщин и 50,3 % мужчин.
Средний возраст населения Кашмира составлял 35 лет, что на 2 года ниже национального среднего возраста в 37 лет.
77,3 % людей, живущих в Кашмире, родились в Австралии. Другими преобладающими странами рождения были: Англия 7,2 %, Новая Зеландия 3,6 %, Южная Африка 3,1 %, Шотландия 0,7 %, Германия 0,6 %.
94,2 % людей говорили дома только на английском языке; следующими наиболее распространёнными языками были 1 % африкаанс, 0,4 % немецкий, 0,4 % итальянский, 0,3 % хинди, 0,2 % французский.